# Allosoma cestri
Allosoma cestri är en svampart som beskrevs av Syd. 1926. Allosoma cestri ingår i släktet Allosoma, klassen Dothideomycetes, divisionen sporsäcksvampar och riket svampar.   Inga underarter finns listade i Catalogue of Life.